# 植物大战僵尸系列

植物大战僵尸（系列）

植物大战僵尸系列是由艺电旗下的PopCap Games制作的电子游戏系列。第一代《植物大战僵尸》是PopCap公司在被艺电收购之前完成开发的。艺电选择收购PopCap，一定程度上也是因为这款游戏的爆火。PopCap Games被并购后，艺电在多个平台上策划开发了PVZ的衍生游戏。

## 发展历程
| 2009 | 植物大战僵尸                 |
| 2010 |                              |
| 2011 |                              |
| 2012 |                              |
| 2013 | 植物大战僵尸2                |
| 2014 | 植物大战僵尸：花园战争       |
| 2015 |                              |
| 2016 | 植物大戰殭屍：花園戰爭2      |
| 2016 | 植物大战僵尸：英雄           |
| 2017 |                              |
| 2018 |                              |
| 2019 | 植物大战僵尸：和睦小镇保卫战 |
| 2020 |                              |
| 2021 |                              |
| 2022 |                              |
| 2023 |                              |
| 2024 | 植物大战僵尸3                |

### 主系列
2009年4月1日，PopCap发布了歌曲《僵尸在你家草坪上（Zombies on your Lawn）》的音乐片，用于宣传《植物大战僵尸》。PopCap发言人Garth Chouteau告诉IGN：“《植物大战僵尸》很快就会登陆PC和Mac平台”。4月22日，PopCap发布了官方游戏《植物大战僵尸》的预告片。为了宣传《植物大战僵尸》，PopCap发布了一款可试玩30分钟的体验版游戏。2009年5月5日正式发布的《植物大战僵尸》可在PC和Mac上运行。
2011年7月12日，艺电以7.5亿美元收购了PopCap Games及其资产。2012年8月21日，PopCap西雅图工作室解雇了50名员工，标志着该公司把重心转移到手机游戏和社交游戏上。
2012年8月20日，PopCap公司宣布，他们正在开发《植物大战僵尸》的续作，将于2013年春末发行。然而，在宣布之后不久，该公司就开始裁员，这款游戏的地位受到质疑。
2013年5月，PopCap Games发布了《植物大战僵尸2：奇妙时空之旅》的预告片。2013年7月10日，该游戏在澳大利亚和新西兰的iOS平台上架，于2013年8月14日正式发布。游戏以新的地点背景和植物为特色，与第一代相比添加植物能量包，可以通过金币购买，或击败绿光僵尸来获得。
2019年7月，《植物大战僵尸3》在Android系统上首次发布了Alpha预测试版本， 随后在2020年2月在菲律宾、罗马尼亚和爱尔兰等地发布了试运行版。该版本于2020年10月被下架，2020年11月被停用。艺电计划改进这款游戏，并在未来再次推出。
2021年9月，该作在澳大利亚和菲律宾的Google Play商店重新发布了试运行版。 2022年4月，该作在澳大利亚、菲律宾和荷兰等地第二次重新发布了试运行版， 随后在2022年10月第三次重新发布试运行版。
2024年1月17日，EA宣布《植物大战僵尸3》将在英国、荷兰、澳大利亚、菲律宾和爱尔兰等部分国家的Android和iOS设备上试发行，并即将在未来向全球推出。
2024年，首作《植物大战僵尸》中文版由拓维游戏代理在中国大陆软件微信发布小程序版。但后续应版权方（EA）要求，该作品于同年11月整改。由于此次整改，所有《植物大战僵尸》相关美术元素均被移除，使其不再属于《植物大战僵尸》系列。

### 衍生游戏
2013年3月，艺电发布一款衍生游戏《植物大战僵尸：冒险》。该游戏于2013年5月20日上架Facebook。游戏增加了新的地点和植物，还增加了新的规则：即玩家拥有的植物数量有限，必须在游戏农场里种植更多的植物。2014年7月艺电宣布，《植物大战僵尸：冒险》将在2014年10月12号结束运行。
在2013年的E3游戏大会上，艺电发布了新作《植物大战僵尸：花园战争》。这是一款多人称射击游戏，在PC和游戏机上运行。2014年2月25日，《植物大战僵尸：花园战争》在北美发行，27日登陆欧洲。2015年6月，艺电发布了续作《植物大戰殭屍：花園戰爭2》的预告。这款游戏在2015年的电子娱乐展（E3）游戏大会上被宣布，2016年2月23日正式发行。2016年3月10日，PopCap发布了一款以塔防风格为主的卡牌类策略游戏《植物大战僵尸：英雄》，这款游戏当天在一些国家的应用市场上架，于2016年10月18日正式发布。
2019年8月，代号为野餐的《植物大战僵尸》续作——《花园战争2》通过邀请函向特定玩家开放。2019年9月4日，艺电宣布了《植物大战僵尸》的新续作名称：《和睦小镇保卫战》。它在当天以测试版的形式上架，在2019年10月18日正式发布。